# Notre père (film, 2002)
Pour les articles homonymes, voir Notre Père (homonymie).
Pour plus de détails, voir Fiche technique et Distribution.
Notre Père est un film français réalisé par Estelle Larrivaz et sorti en 2002.

## Fiche technique
- Titre : Notre Père
- Réalisation : Estelle Larrivaz
- Scénario : Guillaume Daporta et Estelle Larrivaz
- Photographie : Pascal Lagriffoul
- Son : Laurent Benaïm et Loïc Prian
- Montage : Nathalie Langlade
- Production : Magouric Productions
- Pays d’origine :  France
- Durée : 25 minutes
- Date de sortie : France - 7 avril 2002

## Distribution
- Isabelle Candelier
- Jeanne Étienne
- Raphaël Fuchs

## Distinctions

### Récompense
- Prix de la Jeunesse au Festival Côté court de Pantin 2002[1]

### Sélection
- Festival Premiers Plans d'Angers 2001[2]